# Tuma (Russia)
Tuma (in russo Тума?) è un insediamento di tipo urbano della Russia europea centrale, situato nel distretto Klepikovskij dell'oblast' di Rjazan'.
Si trova nell'estremo nord dell'oblast' di Rjazan', a 10 km dal confine con l'oblast' di Vladimir, 100 km a nord-est di Rjazan'.